# Úřednická kolonie v Dejvicích
Úřednická kolonie v Dejvicích byl soubor téměř identických rondokubistických budov nacházejících se nedaleko Vítězného náměstí v prostoru mezi ulicemi Gymnazijní, Generála Píky a Evropská.

## Historie
Kolonie byla postavena na začátku dvacátých let za účelem úsporně řešit bytovou krizi. Dodnes není jasné, kdo byl jejím architektem. Jednalo se o typizované cihlové malobytové domky sdružené do řad nejčastěji po čtyřech. Bydleli v nich převážně úředníci, ale i umělci - například grafik Jaroslav Benda a několik let architekt Pavel Janák, než si postavil vlastní vilu na Babě. Kolonie ve své době nebyla příliš doceněna, její kvality byly objeveny funkcionalistickými architekty až ve třicátých letech a především pak na Mezinárodním kongresu bytové péče v roce 1935.

## Současnost

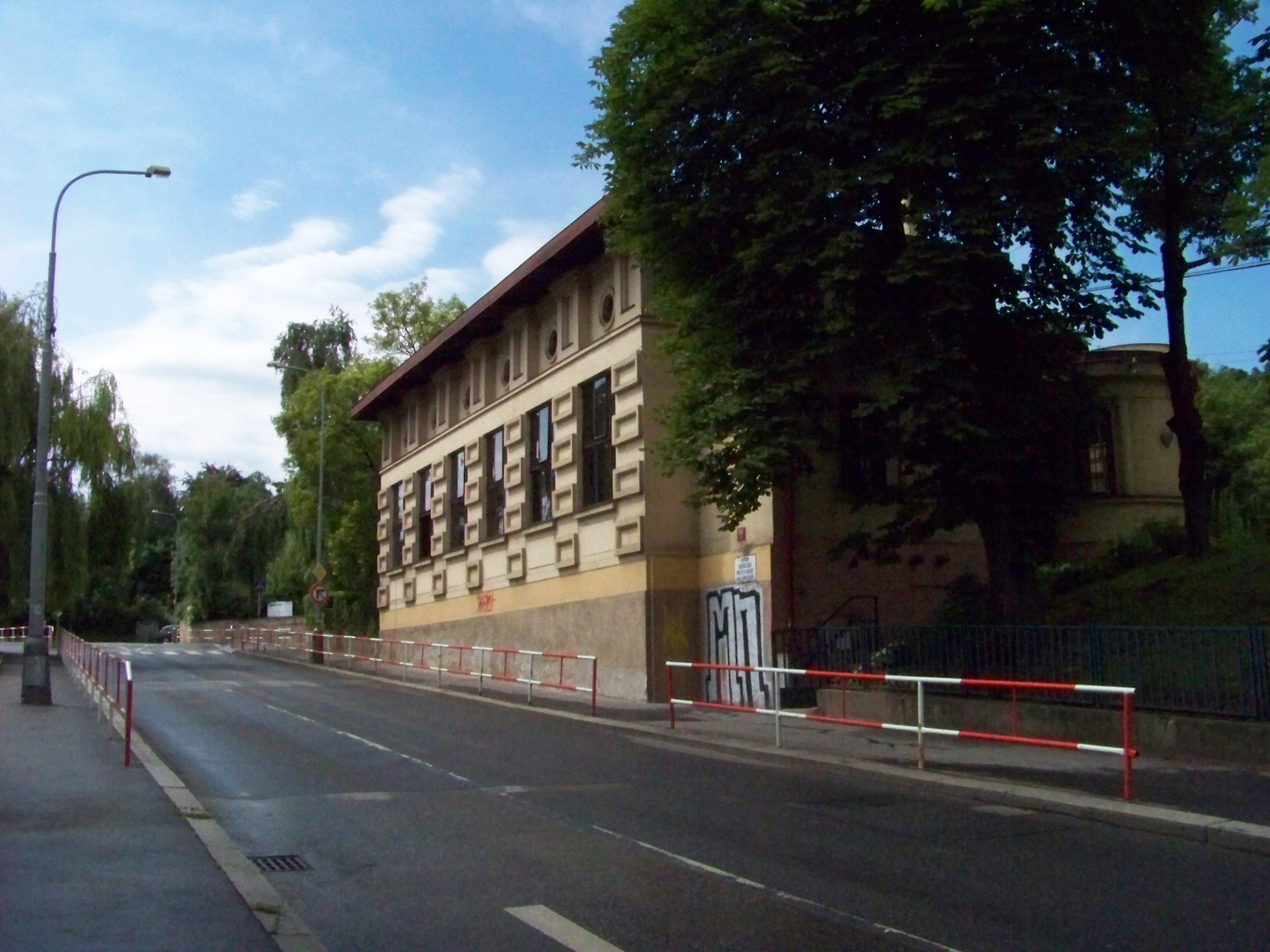
škola

Demolice kolonie začala v sedmdesátých letech, aby uvolnila místo výstavbě hotelu Diplomat a také Automatické telefonní ústředny. Dodnes se zachovaly dva objekty. Dům na obrázku výše (bývalá prádelna), v kterém po rekonstrukci sídlí mateřská škola. Vzdělávacím účelům stejně jako v minulosti slouží i objekt Gymnasijní 1, kde sídlí škola Montessori. 